# Кондобережская
Ко́ндобере́жская (Бережская, Березки, Конда) — деревня в составе Великогубского сельского поселения Медвежьегорского района Республики Карелия.

## Общие сведения
Расположена на восточном берегу Великой губы Онежского озера в 3 км к югу от села Великая Губа. Сухопутной дорогой связана с центром поселения и соседними прибрежными деревнями: Сибово и Усть-Яндомой.
Из деревни ведёт тропа, помеченная двумя «матками» (Легкова Матка, Кривая Матка) к побережью Яндомозера.

## История
История деревни отсчитывается с XVIII века. В переписи 1720 г. упоминается как деревня Кондей Береской Наволок с 22 дворами, относилась к Кижскому погосту. В более поздних переписях называется деревней Кондеевой-Бережской.
К началу XX века в деревне насчитывалось 30 дворов. Численность населения в 1905 году составляла 194 человека.
В советское время политика укрупнения населённых пунктов, отсутствие электричества и прочей инфраструктуры привело к тому, что деревня начала деградировать. Если в 60-е годы XX века в деревне ещё был колхоз и школа, то к 90-м годам она уже утратила статус населённого пункта.
Деревня была включена в список исторических поселений приказом Министерства культуры Республики Карелия № 325 от 29.12.1997 г. как комплексный памятник истории и архитектуры XVIII века, но в 2019 г. этот приказ был отменён.
Однако полностью жизнь в деревне не угасла. В начале XXI века развитие туризма и активность местных жителей, которые стали восстанавливать старые дома и хозяйства, привели к необходимости восстановления статуса деревни, и в 2018 г. деревне был возвращён статус населённого пункта.

## Достопримечательности

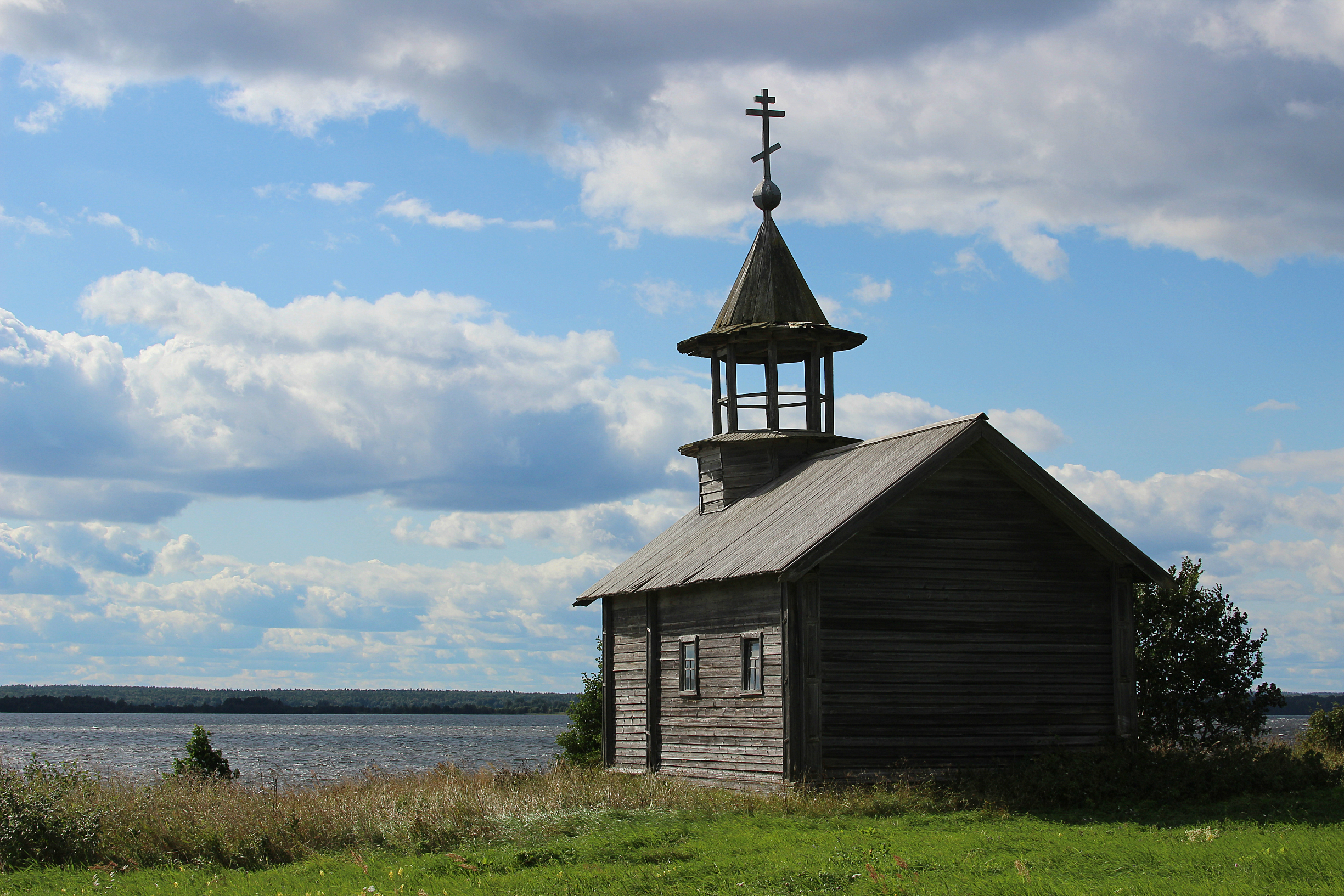
Часовня Сампсона

На небольшой возвышенности на южной окраине деревни расположена характерная для Заонежья деревянная часовня XIX века, освящённая в честь преподобного Сампсона странноприимца, являющаяся памятником архитектуры регионального значения.
Также в деревне охраняются два деревянных жилых дома как выявленные объекты культурного наследия — памятники архитектуры: жилой дом Егорова постройки второй половины XIX веки и жилой дом Кирьянова постройки начала XX века.